# Stepnica
Stepnica (até 1945, em alemão: Groß Stepenitz, antigamente Stobnica, hist. Stepenitze) é um município no noroeste da Polônia, na voivodia da Pomerânia Ocidental e no condado de Goleniów; é a sede da comuna urbana e rural de Stepnica. Estende-se por uma área de 3,4 km², com 2 463 habitantes, segundo os censos de 2016, com uma densidade de 724,4 hab/km².
Está localizado na fronteira da planície de Goleniowska com o vale do baixo Oder, na junção da baía de Stepnicka com o rio Gowienica que deságua nela. A cidade possui um porto e uma praia para banhos de mar.

## Localização

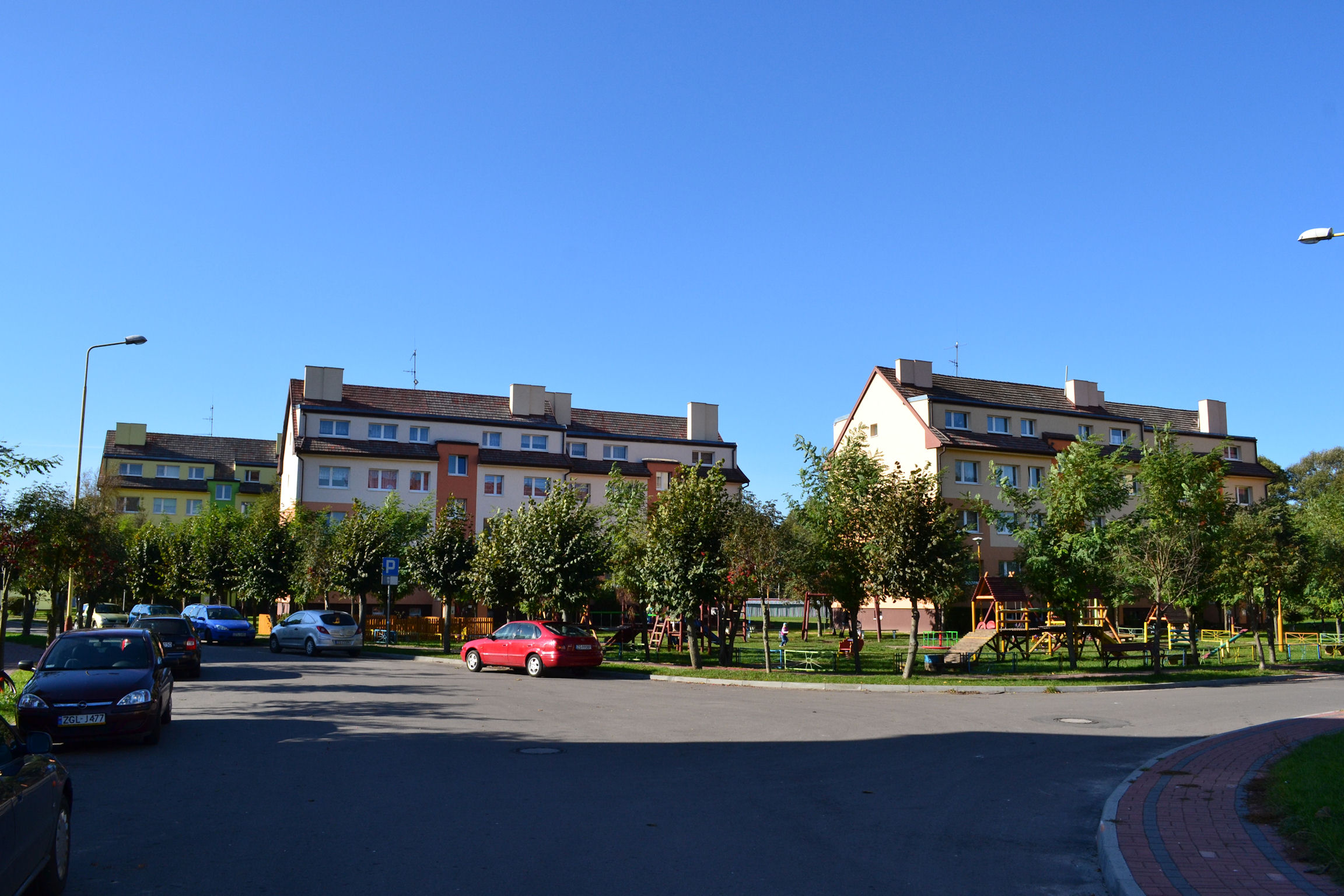
Conjunto habitacional em Stepnica

Stepnica está localizado na parte norte do vale do baixo Oder, perto da fronteira com a planície de Goleniów. A cidade e o porto estão localizados na baía de Stepnicka, parte de Roztoka Odrzańska, que é a baía sul da Lagoa Szczecin. A vila está localizada ao sul da seção da foz do rio Gowienica - entre o canal do rio Krępa e Łącki Rowy.
As moradias de Stepnica estão distribuídas por 32 ruas, pelo conjunto habitacional Akacjowe, bem como pelos conjuntos habitacionais chamados Bogusławie e Czerwonak (abrange a área de edifícios ao longo da rua Krzywoustego).
A estrada da voivodia n.º 111 atravessa Stepnica (rota alternativa para o mar e do mar), bem como a ferrovia de bitola estreita de Golczewo para Gryfice (fechada desde 1996). Na rota do porto para a estrada n,º 111, a rua foi reconstruída, enquanto da estrada n.º 111 para Babigoszcza foi criada uma ciclovia.

## História

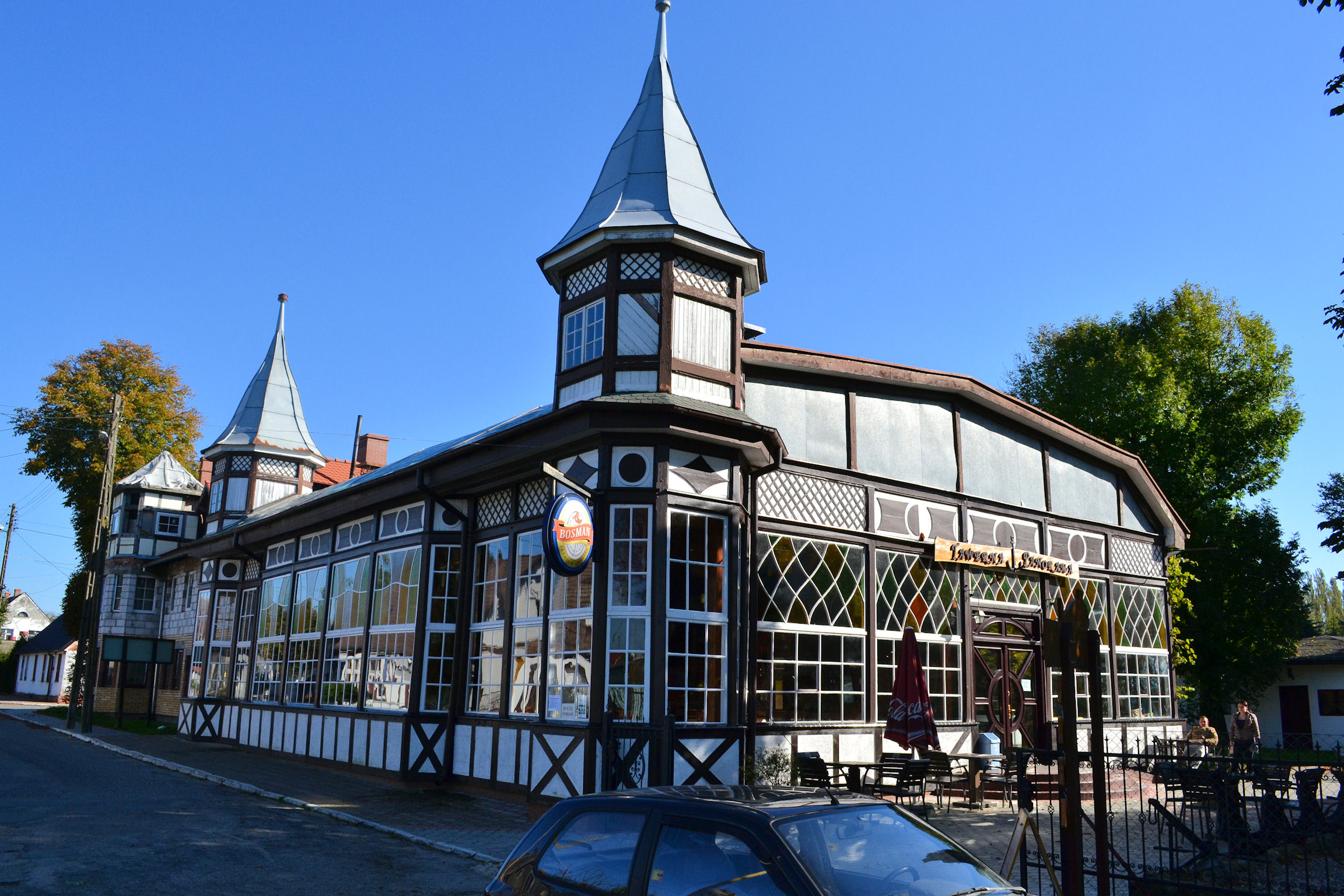
Taberna "Panorama"

Sua origem vem de um antigo povoado de pescadores eslavos, mencionado pela primeira vez no século XIII. Em 1739 a vila foi destruída pelo fogo, desde o século XIX desenvolveu-se como uma estância de férias perto de Szczecin. No período entre as guerras Stepnica se desenvolveu como um resort turístico. Os habitantes de Szczecin e Goleniów vieram para cá. Havia uma praia, uma marina, uma base de hospedagem, navios da frota branca vinham para o píer. A balsa "Randow" levava as pessoas para a margem oeste do rio Oder, para Police. Havia também uma ferrovia de bitola estreita para Gryfice.
Durante a Segunda Guerra Mundial, a vila não foi significativamente danificada. Foi ocupada pelo Exército Vermelho em 7 de março de 1945 e transferida para a administração polonesa.
Após a Segunda Guerra Mundial, Stepnica foi anexada à Polônia. Nos anos de 1945 a 1946, o local foi temporariamente chamado de Stobnica, o nome atual foi introduzido pela ordenança dos ministros da Administração Pública e Territórios Recuperados de 12 de novembro de 1946. Naquela época, a vila de Czerwonak também foi incluída.
Em 1973, um monumento foi inaugurado em homenagem aos soldados da 1.ª Divisão de Infantaria T. Kościuszko que lutaram em 1945 na costa da lagoa de Szczecin.
Nos anos 1975-1998, a cidade fazia parte da voivodia de Szczecin.
Em 1996, as linhas ferroviárias de bitola estreita foram desativadas e, no início do século XXI, ela foi desmontada.
Em 1 de janeiro de 2014, Stepnica recebeu os direitos de cidade.

### Afiliação político-administrativa
|  | Período          | Subdivisões territoriais                                                                       |
|  | ---------------- | ---------------------------------------------------------------------------------------------- |
|  | 1815 – 1866      | Confederação Germânica, Reino da Prússia, Província da Pomerânia                               |
|  | 1866 – 1871      | Confederação da Alemanha do Norte, Reino da Prússia, Província da Pomerânia                    |
|  | 1871 – 1918      | Império Alemão, Reino da Prússia, Província da Pomerânia                                       |
|  | 1919 – 1933      | República de Weimar, Estado Livre da Prússia, Província da Pomerânia                           |
|  | 1933 – 1945      | Alemanha Nazista, Província da Pomerânia                                                       |
|  | 1945 – 1950      | República da Polônia (Polônia do Povo), voivodia de Szczecin                                   |
|  | 1950 – 1957      | República da Polônia (Polônia do Povo), voivodia de Szczecin                                   |
|  | 1957 – 1975      | República Popular da Polônia, voivodia de Szczecin                                             |
|  | 1975 – 1989      | República Popular da Polônia, voivodia de Szczecin                                             |
|  | 1989 – 1998      | República da Polônia, voivodia de Szczecin, comuna de Stepnica                                 |
|  | a partir de 1999 | República da Polônia, voivodia da Pomerânia Ocidental, condado de Goleniów, comuna de Stepnica |

## Monumentos

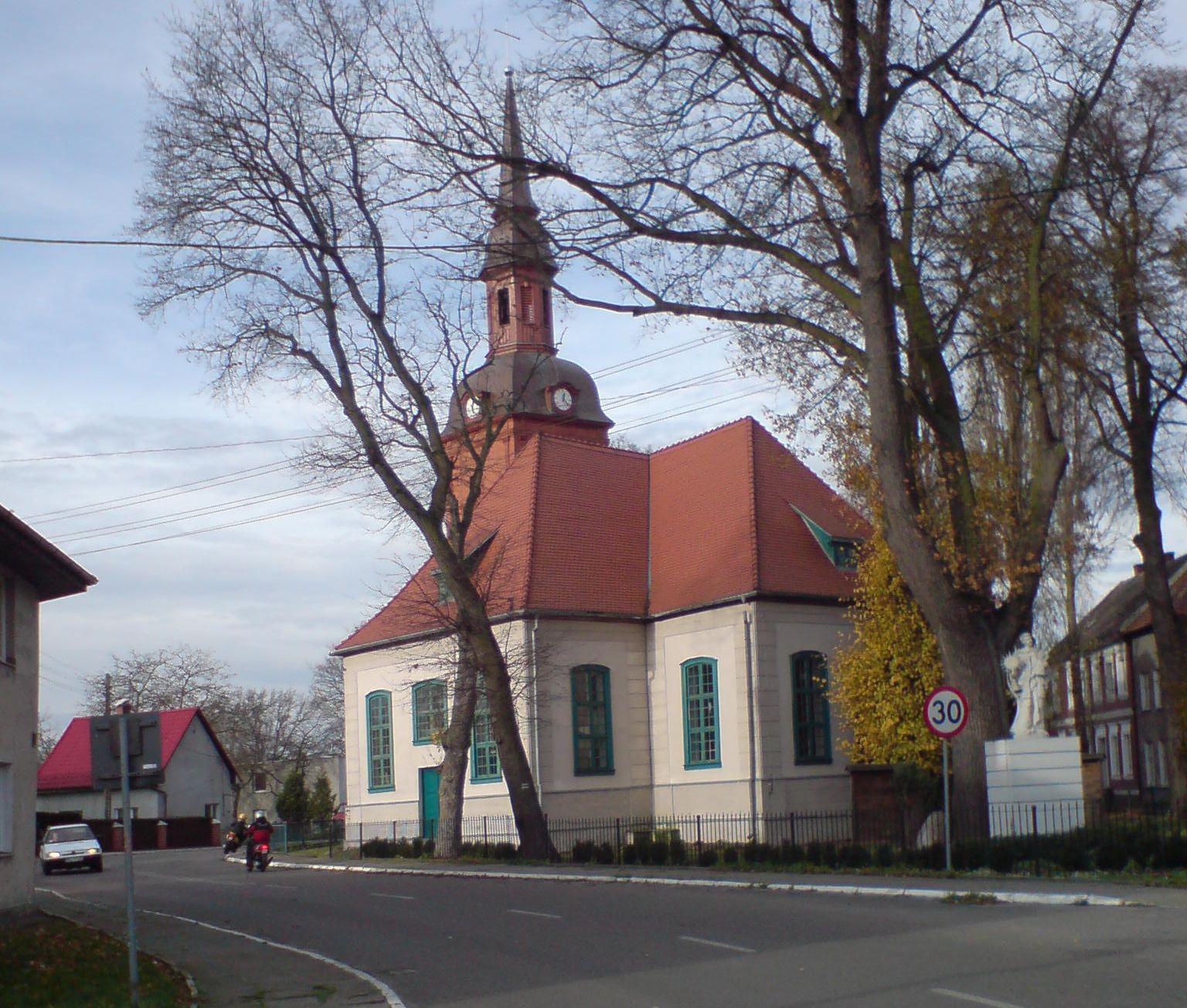
Igreja de São Jacinto em Stepnica

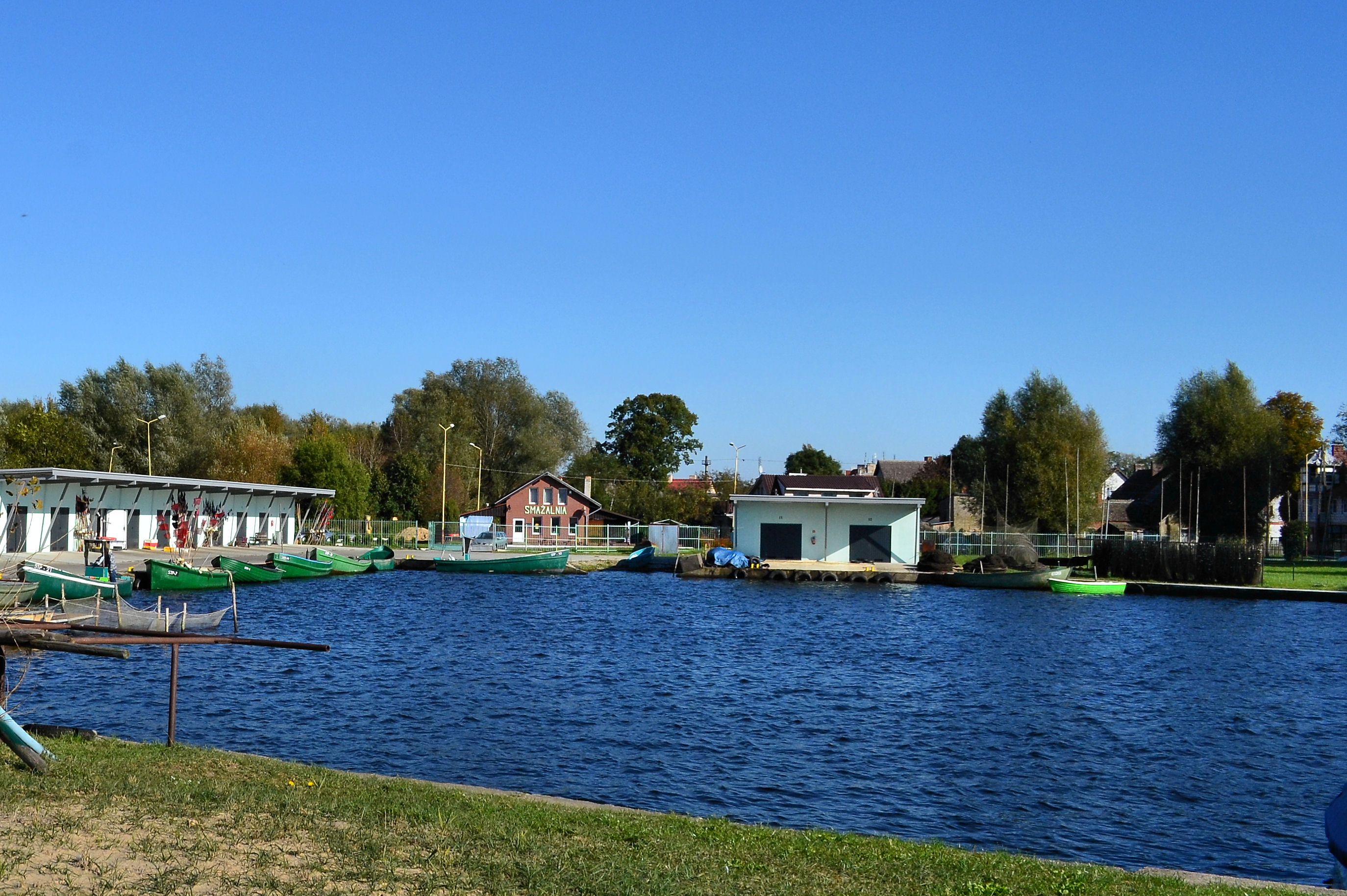
Porto de pesca em Stepnica

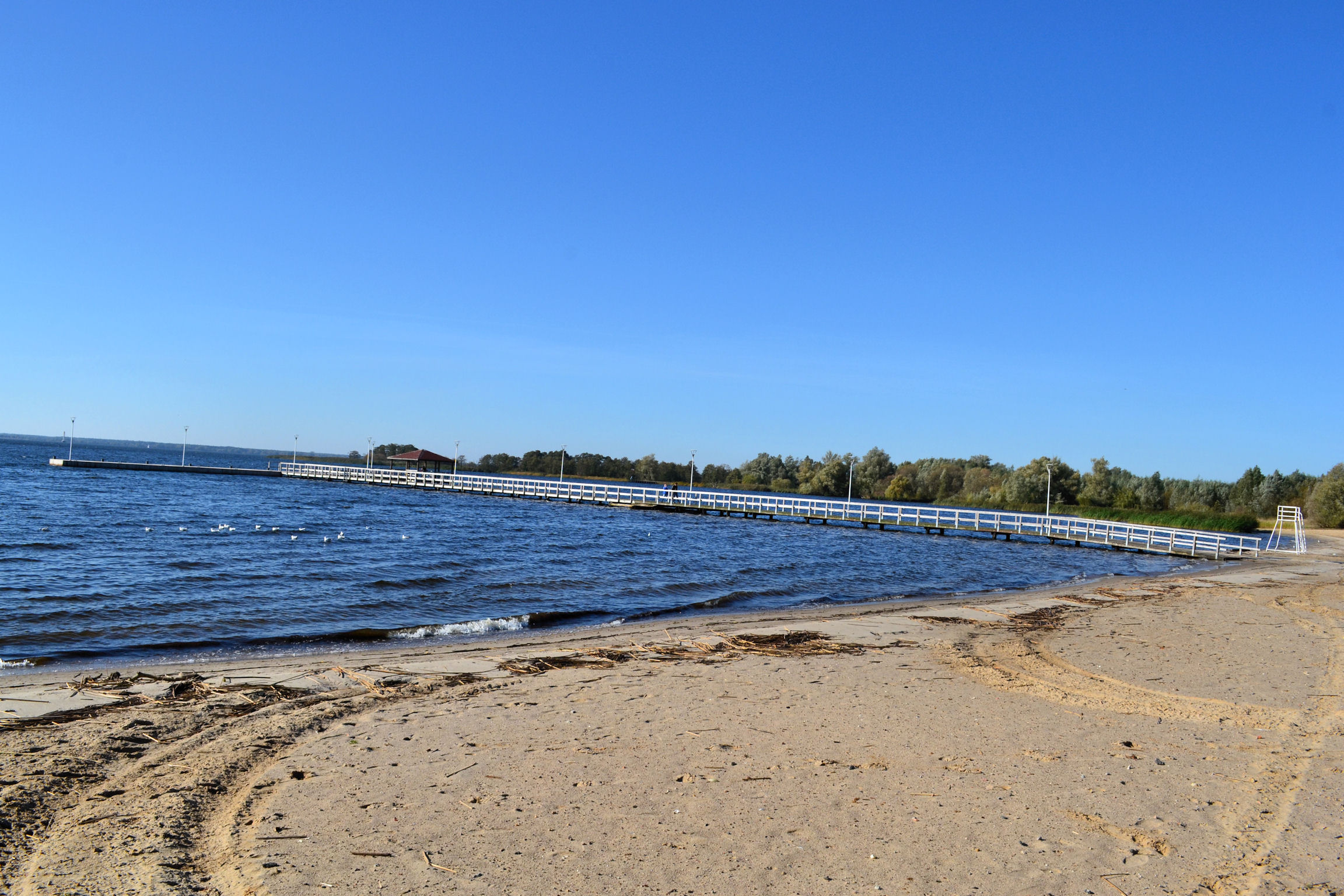
Praia em Stepnica

Somente a igreja paroquial de São Jacinto (1741) tem o estatuto oficial de monumento na área de Stepnica.
Há também outros objetos de valor cultural e histórico no registro de conservação. Estes são, entre outros:
- Casas de tijolos e vigas da virada dos séculos XIX e XX.
- O edifício da antiga taverna "Standhalle Sak" (restaurante "Panorama"), 1840, estrutura de madeira, decoração original.[14]
- Moinho de 1910-1919
- Presbitério (residência de sacerdotes católicos associados à igreja paroquial), de tijolos, da década de 1920.
- Cemitério católico, situado no antigo cemitério evangélico.

## Economia
Na vila existe o porto marítimo de Stepnica de importância local, servindo como porto de pesca, navegação e transbordo comercial e de pessoas. A cidade também possui uma madeireira da empresa sueca Sweedwood. Stepnica está voltada para o turismo (peixe frito, restaurantes, bares).

## Turismo
Stepnica, localizado em uma rota alternativa para o mar que leva diretamente a Wolin, é um pequeno centro de turismo de lazer. Stepnica possui uma praia e uma marina. A praia conta com serviços de catering, ao lado dela há também uma praça onde acontecem eventos cíclicos ao ar livre, por exemplo, "Miss Verão à beira da Lagoa" ou "Feira da Pesca". Na lagoa você pode nadar, andar de barco ou surfar. Na própria Stepnica existem lugares para os turistas ficarem.
Uma piscina de verão foi instalada em Stepnica, na lagoa Szczecinski.
No centro da cidade começa a trilha turística verde de Stepnicki até Wolin (comprimento 31,0 km).
A ciclovia verde atravessa Stepnica. A ciclovia internacional em torno da lagoa Szczecin R-66.
No sul da cidade fica a reserva natural "Olszanka", uma floresta e turfeira, com uma área de 1354,40 ha.